# Jocurile Olimpice de iarnă din 1924
Jocurile Olimpice de iarnă din 1924 cunoscute drept primele jocuri olimpice de iarnă s-au desfășurat la Chamonix, Franța în perioada 25 ianuarie - 5 februarie 1924.
Desfășurate inițial în asociere cu Jocurile Olimpice de vară din 1924, competițiile sportive au avut loc la poalele Mont Blanc în Chamonix și Haute-Savoie, Franța, între 25 ianuarie și 5 februarie 1924. Jocurile au fost organizate de Comitetul Olimpic Francez și au fost considerate inițial „Săptămâna Internațională a Sporturilor de Iarnă”. Odată cu succesul evenimentului, acesta a fost desemnat retroactiv de către Comitetul Olimpic Internațional (CIO) drept „primele Jocuri Olimpice de iarnă”.
Tradiția de a desfășura Jocurile Olimpice de iarnă în același an cu Jocurile Olimpice de vară va continua până în 1992, după care a început practica actuală de a organiza Jocurile Olimpice de iarnă în al doilea an după fiecare Jocuri Olimpice de vară.

## Țări participante
Au participat 16 țări.
| - Austria (4) - Belgia (18) - Canada (12) - Statele Unite ale Americii (24) - Finlanda (13) - Franța (39) - Marea Britanie (28) - Ungaria (4) | - Italia (18) - Letonia (2) - Norvegia (14) - Polonia (7) - Suedia (23) - Elveția (27) - Cehoslovacia (24) - Iugoslavia (4) |

## Sporturi
La JO au fost incluse 16 evenimente sportive la 9 discipline din 5 sporturi: bob, curling, hochei pe gheață, patinaj (patinaj artistic, patinaj viteză), sanie și schi nordic (patrulă militară, schi fond, combinata nordică și sărituri cu schiurile).
- Bob (1)
- Curling (1)
- Hochei pe gheață (1)
- Patinaj artistic (3)
- Patinaj viteză (5)
- Combinata nordică (1)
- Patrulă militară (1)
- Sărituri cu schiurile (1)
- Schi fond (2)

## Clasament
Legendă
      Țara gazdă
| Loc   | CON                        | Aur | Argint | Bronz | Total |
| ----- | -------------------------- | --- | ------ | ----- | ----- |
| 1     | Norvegia                   | 4   | 7      | 6     | 17    |
| 2     | Finlanda                   | 4   | 4      | 3     | 11    |
| 3     | Austria                    | 2   | 1      | 0     | 3     |
| 4     | Elveția                    | 2   | 0      | 1     | 3     |
| 5     | Statele Unite ale Americii | 1   | 2      | 1     | 4     |
| 6     | Marea Britanie             | 1   | 1      | 2     | 4     |
| 7     | Suedia                     | 1   | 1      | 0     | 2     |
| 8     | Canada                     | 1   | 0      | 0     | 1     |
| 9     | Franța                     | 0   | 0      | 3     | 3     |
| 10    | Belgia                     | 0   | 0      | 1     | 1     |
| Total | Total                      | 16  | 16     | 17    | 49    |